# Tad Hilgenbrink
Tad Davie Hilgenbrinck Quintana (Quincy, Estados Unidos, 9 de octubre de 1981) es un actor estadounidense, mayormente conocido por su papel de Matt Stifler (el hermano menor de Steve Stifler) en American Pie: Campamento de bandas de 2005.

## Biografía
Hilgenbrink nació en Quincy, Illinois el 9 de octubre de 1981, siendo hijo de padre estadounidense y madre mexicana. Asistió al Quincy Senior High School, donde participó activamente en la música y el teatro. Actuó como parte de la compañía residente para el verano de 2003 en el Teatro Musical de Wichita en Kansas, donde actuó en los musicales Footloose, Oklahoma, Buenas Noticias, Chicago y La Pimpinela Escarlata. Estudió Teatro Musical y Danza menor en la Universidad Millikin. Mientras estaba en Millikin, pasaba los veranos en The Little Theatre on the Square en Sullivan (Illinois), como estudiante de teatro.

## Carrera
Ha actuado en papeles como Dodger en Oliver!, Gideon en Siete novias para siete hermanos y Chuck Cranston en Footloose. Reforzó su arte creativo, estudió intensamente a Shakespeare en Londres y ha protagonizado múltiples piezas teatrales, como El sueño de una noche de verano, Chicago y Oliver. Después de muchas actuaciones exitosas en Nueva York y Londres, se aventuró a Los Ángeles dándose solo dos semanas para llegar o irse a casa. Tras ganar sus primeros papeles principales, así como el Showcase Showdown en The Price Is Right, decidió quedarse.
En 2005, fue elegido para interpretar a Matt Stifler (debido a su parecido con Seann William Scott) en la película American Pie Presenta: Campamento de bandas sustituyendo a Eli Marienthal, quien interpretó al personaje en las dos primeras películas de American Pie; este es el papel más conocido del actor. También apareció en la película de 2006 La curiosidad de Chance, donde interpreta a un estudiante de secundaria homosexual que se muda a una nueva escuela y debe aprender a adaptarse.

## Filmografía
| 2004 | It's All Relative (serie)          | Wayne de joven   | 1 episodio ("Cruza mi corazón") |
| 2005 | American Pie: Campamento de bandas | Matt Stifler     | Protagonista                    |
| 2006 | La curiosidad de Chance            | Chance Marquis   | Protagonista                    |
| 2007 | Graves situaciones                 | Samuel Van Alden | -                               |
| 2007 | Epic Movie                         | Cyclops          | -                               |
| 2007 | Sherman's Way                      | Taylor           | -                               |
| 2008 | Amusement: El juego del terror     | Rob              | -                               |
| 2008 | Disaster Movie                     | Príncipe Edwin   | -                               |
| 2008 | Lost Boys: The Tribe               | Chris Emerson    | Personaje principal             |
| 2009 | The Last Low Tide                  | Ian              | Personaje principal             |
| 2009 | H20 Extreme                        | CC               | -                               |
| 2009 | Colinas sangrientas                | Tyler            | Protagonista                    |